# 正元 (日本)
正元（1259年三月二十六日至1260年四月十三日）是日本的年號之一。這個時代的天皇是後深草天皇與龜山天皇，由後嵯峨上皇實施院政。鎌倉幕府征夷大將軍為宗尊親王、執權為北條長時。

## 改元
- 正嘉三年三月二十六日（1259年4月20日）改元正元
- 正元二年四月十三日（1260年5月24日）改元文應

## 出處
- 《毛詩緯》

## 紀年、西曆、干支對照表
| 正元       | 元年   | 二年   |
| 儒略曆日期 | 1259年 | 1260年 |
| 干支       | 己未   | 庚申   |